# Konklave 1939

Wappen des Kardinalkämmerers während der Sedisvakanz

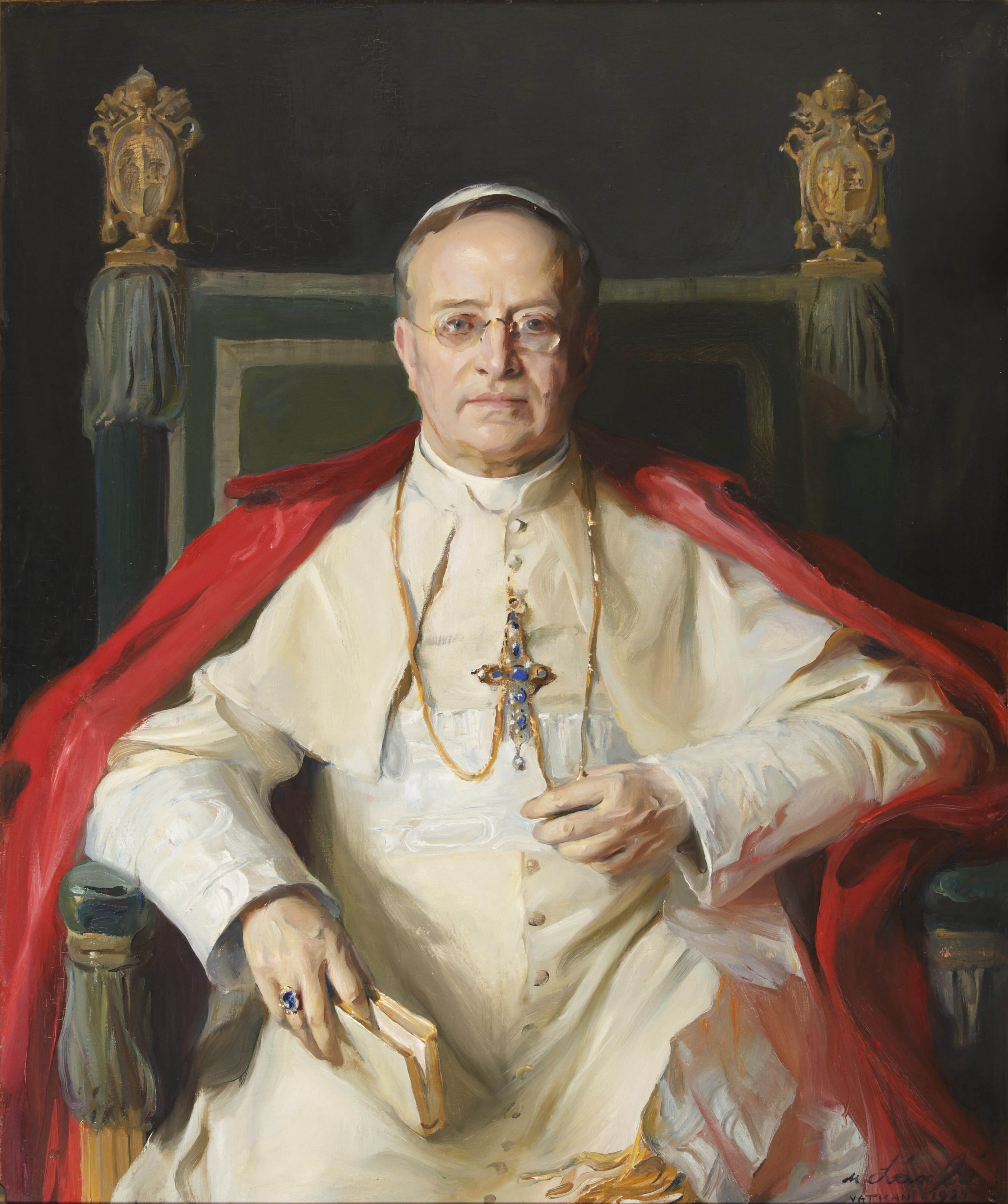
Papst Pius XI. †

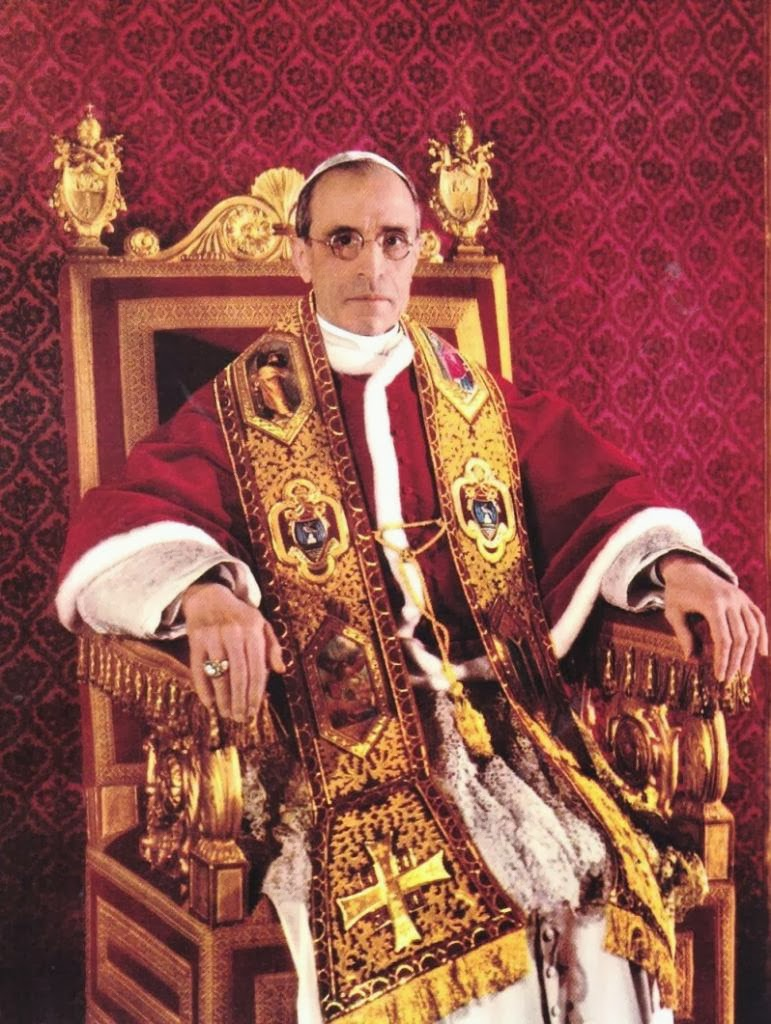
Papst Pius XII.- gewählt am 2. März 1939

Das Konklave 1939 tagte in der Zeit vom 1. bis zum 2. März 1939. Es war nötig geworden, nachdem Papst Pius XI. am 10. Februar desselben Jahres gestorben war. Es endete mit der Wahl von Kardinalstaatssekretär und Camerlengo Eugenio Pacelli (an dessen 63. Geburtstag) zum neuen Oberhaupt der römisch-katholischen Kirche. Er nahm den Namen Pius XII. an.

## Verlauf
Nach dem Tod von Pius XI. rief Kardinaldekan Gennaro Granito Pignatelli di Belmonte die Kardinäle zum Konklave zusammen. Mit einer Dauer von nur einem Tag mit drei Wahlgängen war es das kürzeste Konklave des 20. Jahrhunderts. Von den 62 wahlberechtigten Kardinälen war jeder anwesend, ein Novum im 20. Jahrhundert.
Im Vorfeld des Konklaves hatten sich England und Frankreich darauf verständigt, die Kandidatur Pacellis, der erkennbar der Wunschnachfolger des verstorbenen Pius XI. war, zu unterstützen. Der französische Botschafter beim Vatikan, François Charles-Roux, sprach mit allen sechs französischen Konklaveteilnehmern und weiteren Kardinälen, von denen er sich eine profranzösische Haltung versprach, im Einzelnen den Kanadier Jean-Marie-Rodrigue Villeneuve, den syrischen Patriarchen Ignatius Gabriel I. Tappouni und den unter dem Franco-Regime ins Exil gegangenen Katalanen Francisco de Asís Vidal y Barraquer, Erzbischof von Tarragona. Sein britischer Amtskollege Sir d’Arcy Osborne kontaktierte den Kardinal von Westminster, Arthur Hinsley. Mit Ausnahme des französischen Kurienkardinals Eugène Tisserant, der Pacelli für unentschlossen hielt und den späteren Kardinalstaatssekretär Luigi Maglione favorisierte und Hinsley, dem die Intervention seiner Regierung unangenehm war, zeigten die angesprochenen Kardinäle sich gewillt, das Ansinnen der beiden Botschafter zu unterstützen.
Am 2. März 1939, dem Tag des Konklaves selbst, wandten sich die meisten Stimmen schnell dem Favoriten zu. Bereits im zweiten Wahlgang erzielte Pacelli 41 Stimmen, eine weniger als zu einer erfolgreichen Wahl erforderlich. Am Nachmittag erhielt Pacelli dann im dritten Wahlgang 48 Stimmen, also sechs Stimmen mehr als notwendig. Auf die obligatorische Frage des Kardinaldekans, ob er die Wahl annehme, bejahte Pacelli und setzte hinzu: „Domine Iesu, miserere mei“ (Herr Jesus, erbarme Dich meiner).
Pacelli war damit der erste Kardinalstaatssekretär seit 1667 Clemens IX., der zum Papst gewählt wurde, der erste Camerlengo seit Leo XIII. im Jahr 1878, war das erste Mitglied der Kurie seit Gregor XVI. im Jahr 1831 und der erste gebürtige Römer seit Clemens X. im Jahr 1670. Ebenso war es das erste Konklave seit der Wahl Pauls III. im Jahr 1534, das in nur einem Tag abgeschlossen war.

## Teilnehmende Kardinäle
Unter den 62 Kardinälen waren auch drei deutsche Kardinäle sowie einer aus Österreich (damals Teil des nationalsozialistischen Deutschen Reichs). Die Anzahl der nicht-europäischen Kardinäle hatte sich auf sieben erhöht.
Die meisten Kardinäle wurden von dem verstorbenen Pius XI. kreiert. Nur zehn Kardinäle hatten bereits am Konklave 1922 teilgenommen.
Während der Sedisvakanz wurden folgende Ämter von diesen Kardinälen ausgeübt:
- Kardinaldekan: Gennaro Granito Pignatelli di Belmonte
- Kardinalkämmerer: Eugenio Pacelli
- Kardinalsubdekan: Donato Raffaele Sbarretti Tazza
- Kardinalprotodiakon: Camillo Caccia Dominioni

Anmerkung: (AUT) = zählt heute als Österreicher
- Königreich Italien: Federico Cattani Amadori
- Königreich Italien: Alessio Ascalesi
- Spanien: Francisco de Asís Vidal y Barraquer
- Frankreich: Alfred Baudrillart
- Königreich Italien: Gennaro Granito Pignatelli di Belmonte
- Deutsches Reich: Adolf Bertram
- Königreich Italien: Pietro Fumasoni Biondi
- Königreich Italien: Pietro Boetto
- Königreich Italien: Tommaso Pio Boggiani
- Königreich Italien: Nicola Canali
- Portugal: Manuel Gonçalves Cerejeira
- Argentinien: Santiago Luis Copello
- Königreich Italien: Giovanni Nasalli Rocca di Corneliano
- Königreich Italien: Elia Dalla Costa
- Königreich Italien: Carlo Cremonesi
- Königreich Italien: Angelo Dolci
- Königreich Italien: Camillo Caccia Dominioni
- Vereinigte Staaten: Denis Dougherty
- Königreich Italien: Enrico Gasparri
- Frankreich: Pierre-Marie Gerlier
- Deutsches Reich: Michael von Faulhaber
- Königreich Italien: Maurilio Fossati
- Vereinigtes Königreich: Arthur Hinsley
- Polen: August Hlond
- Deutsches Reich: Theodor Innitzer (AUT)
- Königreich Italien: Domenico Jorio
- Tschechoslowakei: Karel Kašpar
- Königreich Italien: Vincenzo Lapuma
- Königreich Italien: Lorenzo Lauri
- Königreich Italien: Luigi Lavitrano
- Frankreich: Achille Liénart
- Irland: Joseph MacRory
- Königreich Italien: Luigi Maglione
- Königreich Italien: Domenico Mariani
- Königreich Italien: Francesco Marmaggi
- Königreich Italien: Massimo Massimi
- Königreich Italien: Giovanni Mercati
- Vereinigte Staaten: George Mundelein
- Vereinigte Staaten: William Henry O’Connell
- Königreich Italien: Eugenio Pacelli (zu Papst Pius XII. gewählt)
- Königreich Italien: Ermenegildo Pellegrinetti
- Königreich Italien: Adeodato Giovanni Piazza
- Königreich Italien: Giuseppe Pizzardo
- Belgien: Jozef-Ernest Van Roey
- Königreich Italien: Raffaele Carlo Rossi
- Königreich Italien: Carlo Salotti
- Königreich Italien: Donato Raffaele Sbarretti Tazza
- Deutsches Reich: Karl Joseph Schulte
- Königreich Italien: Alfredo Ildefonso Schuster
- Spanien: Pedro Segura y Sáenz
- Ungarn: Jusztinián György Serédi
- Königreich Italien: Francesco Marchetti Selvaggiani
- Königreich Italien: Enrico Sibilia
- Brasilien: Sebastião Leme da Silveira Cintra
- Frankreich: Emmanuel Suhard
- Syrien: Ignatius Gabriel I. Tappouni
- Königreich Italien: Federico Tedeschini
- Frankreich: Eugène Tisserant
- Spanien: Isidro Gomá y Tomás
- Königreich Italien: Alessandro Verde
- Kanada: Jean-Marie-Rodrigue Villeneuve
- Frankreich: Jean Verdier